# 杰尔新村
杰尔新村（匈牙利語：Győrújfalu）是匈牙利杰尔-莫雄-肖普朗州所辖的一个村。总面积7.37平方公里，总人口1455，人口密度197.4人/平方公里（2011年1月1日）。